# Michael Okoth Origi
Michael Okoth Origi   (Muranga County, 16 de novembre de 1967), conegut com a Mike Origi, és un exfutbolista kenyià de la dècada de 1990.
Fou internacional amb la selecció de futbol de Kenya. Passà la major part de la seva carrera a Bèlgica, a clubs com Racing Club Genk i K.S.K. Tongeren.
És el pare del també futbolista Divock Origi. Pertany a l'ètnia Luo. El seu germà gran Austin "Makamu" Oduor Origi i els germans petits Anthony Origi i Gerald també foren futbolistes.